# Ranwu Cuo
Ranwu Cuo (kinesiska: 然乌错) är en sjö i Kina. Den ligger i den autonoma regionen Tibet, i den sydvästra delen av landet, omkring 550 kilometer öster om regionhuvudstaden Lhasa. Trakten runt Ranwu Cuo består i huvudsak av gräsmarker.
Genomsnittlig årsnederbörd är 1 170 millimeter. Den regnigaste månaden är maj, med i genomsnitt 268 mm nederbörd, och den torraste är november, med 3 mm nederbörd.